# One Point O
Pour plus de détails, voir Fiche technique et Distribution.
One Point O est un film de science-fiction paru en 2004. Il est le résultat d'une collaboration entre les États-Unis, l'Islande et la Roumanie. Il met en vedette Jeremy Sisto et Deborah Kara Unger. Le film est également connu sous les noms de : Paranoia 1.0, 1.0, One Point Zero ou Virus 1.0.

## Synopsis
Simon, un programmeur informatique, vit dans un monde futuriste où des caméras épient le moindre de nos mouvements. Un jour, il s'aperçoit que quelqu'un a laissé un colis à son insu à l'intérieur de son appartement. Malgré tous ses efforts pour sécuriser les lieux, des colis continuent d'envahir son appartement à chacune de ses absences. Déjà mentalement fragile, Simon est poussé dans la paranoïa.

## Fiche technique
- Titre : One Point O aka Paranoia 1.0
- Réalisation : Jeff Renfroe (de) et Marteinn Thorsson
- Scénario : Jeff Renfroe (de) et Marteinn Thorsson
- Pays :  États-Unis,  Roumanie et  Islande
- Genre : Drame, horreur, science-fiction et thriller
- Durée : 92 minutes
- Première : Festival du film de Sundance en 2004

## Distribution
- Jeremy Sisto : Simon J.
- Deborah Kara Unger : Trish
- Lance Henriksen : Howard
- Eugene Byrd : Nile
- Bruce Payne : The Neighbour
- Udo Kier : Derrick
- Ana Maria Popa : Alice
- Emil Hostina (en) : Landlord
- Sebastian Knapp (en) : Harris
- Constantin Cotimanis (ro) : Polanski
- Matt Devlen : Cashier
- Richard Rees : Hiep Pham
- Lucia Maier : Alley Woman
- Roxana Ciuhulescu : Tall Woman
- Michael Weinberg : Bartender

## Récompenses
- Mention AQCC au festival FanTasia de Montréal en 2004
- Film le plus innovateur, première place au festival FanTasia de Montréal en 2004
- Meilleur film international, première place au festival FanTasia de Montréal en 2004
- Meilleure actrice, Málaga International Week of Fantastic Cinema en 2005
- Meilleur film, Málaga International Week of Fantastic Cinema en 2005
- Prix du jury, Málaga International Week of Fantastic Cinema en 2005